# Тази
Тази (рус. Тазы) су народ, који живи у Русији, већински у Приморској покрајини на крајњем истоку Руске Федерације Тази су хришћанске вјероисповијести, а говоре таз дијалектом мандаринског језика и руским језиком. Тази спадају у групу аутохтоних народа руског далеког истока. Бројност Таза се смањује, тако да су народ коме пријети изумирање. 

## Етногенеза
Тази су се као народ формирали у другој половини 19. вијека, мијешањем народа Кинеза, Удегејаца и Нанајаца (досељени кинески мушкарци су се женили локалним нанајским и удегејским женама), колонизацијом територије данашње Приморске покрајине.

## Популација и стање језика
Крајем 19. вијека број активних говорника Таз дијалекта, је износио око 1.050, док данас нико активно не користи овај дијалекат мандаринског језика. Попис становништва из 2002. године је показао, да у Русији живи 276 Таза. Према службеним подацима пописа становништва Русије 2010. године, број припадника Таз народа је износио 284 човјека, од тог броја 254 су била настањена у Приморској покрајини. На истом попису становништва, ни један Таз није говорио тазским дијалектом, 10 је говорило кинеским језиком, 10 енглеским, 2 узбечким, 1 хакаским језиком, а 272 руским језиом, од чега је 262 Таза руски језик навело као матерњи. Насеље са највећим бројем Таза је село Михаиловка, које се налази у Олгинском рејону Приморске покрајине.